# Jeanne-Charlotte de Bréchard

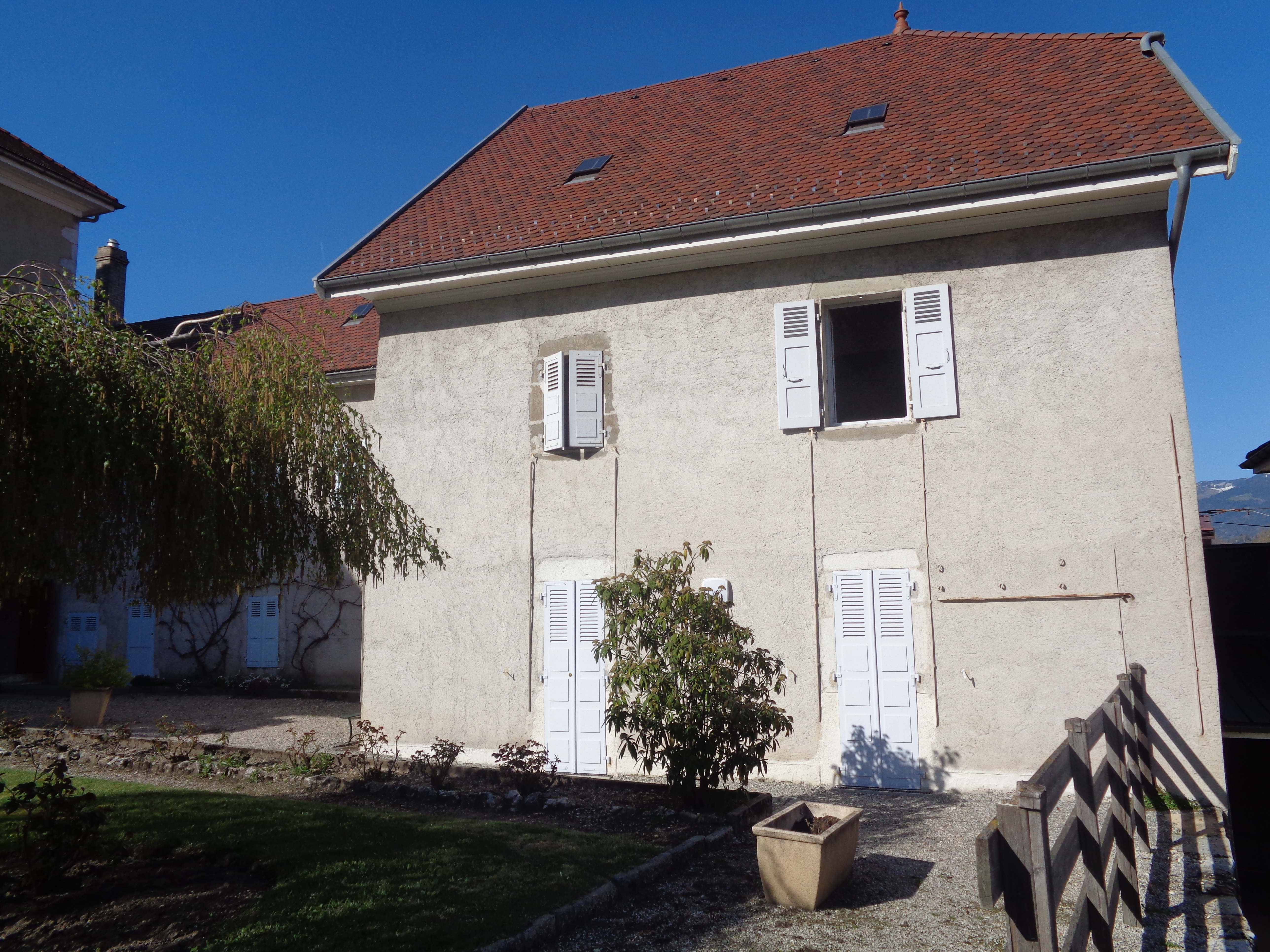
La maison de la Galerie, où a été fondée l'ordre de la Visitation Sainte-Marie le 6 juin 1610. En haut à gauche, la chambre de Jeanne-Charlotte, à droite, celle de sainte Chantal.

Jeanne-Charlotte de Bréchard (Breschard) , née vers 1580 au château de Vellerot, dans la paroisse de Saint-Pierre-en-Vaux (actuelle Côte-d'Or), et décédée en odeur de sainteté le 18 novembre 1637 à Riom (Puy-de-Dôme), est une religieuse française, troisième membre de l'ordre de la Visitation Sainte-Marie, fondé en 1610 par sainte Jeanne de Chantal et saint François de Sales. Elle est également fondatrice des monastères de Moulins, Nevers et Riom.

## Biographie

### Une enfance difficile
Jeanne-Charlotte de Bréchard née vers 1580, au château de Vellerot, situé dans la paroisse de Saint-Pierre-en-Vaux, dans l'actuel département de la Côte-d'Or. Issue d'une noble famille de Bourgogne, elle est la dernière fille de Jean de Bréchard. Sa mère décède peu après sa naissance, et la nourrice chargée de son éducation néglige ses soins. Elle est victime de maltraitance une grande partie de son enfance.    
En 1589, la grande peste frappe Vellerot. Jeanne-Charlotte est atteinte du fléau. À peine âgée de neuf ans, elle est conduite dans une chaumière du village, où sont rassemblés d’autres malades. Elle survit et passe trois mois seule dans la campagne dévastée, une expérience qui forge sa compréhension précoce de la souffrance et de la mort. Son père, après cette épreuve, l’envoie dans un monastère voisin pour y recevoir son éducation. Cependant, les religieuses, ayant relâché la rigueur de leur règle, l'utilisent davantage comme servante que comme élève. Face à ces épreuves, elle fait preuve d'une grande foi et d'une sincère humilité. Son père, ayant perdu plusieurs enfants, la ramène au château, où elle s'instruit seule en lisant les ouvrages de la bibliothèque familiale. Dès son jeune âge, elle manifeste une inclination profonde pour la vie spirituelle, consacrant son temps à la prière et à l'aide des pauvres.  
Désireuse d'entrer dans l'ordre des Clarisses, elle se heurte au refus de son père, qui considère ce projet comme extravagant. Elle met donc de côté cette aspiration par obéissance, poursuivant ses activités pieuses.

### Le chemin vers la vie religieuse

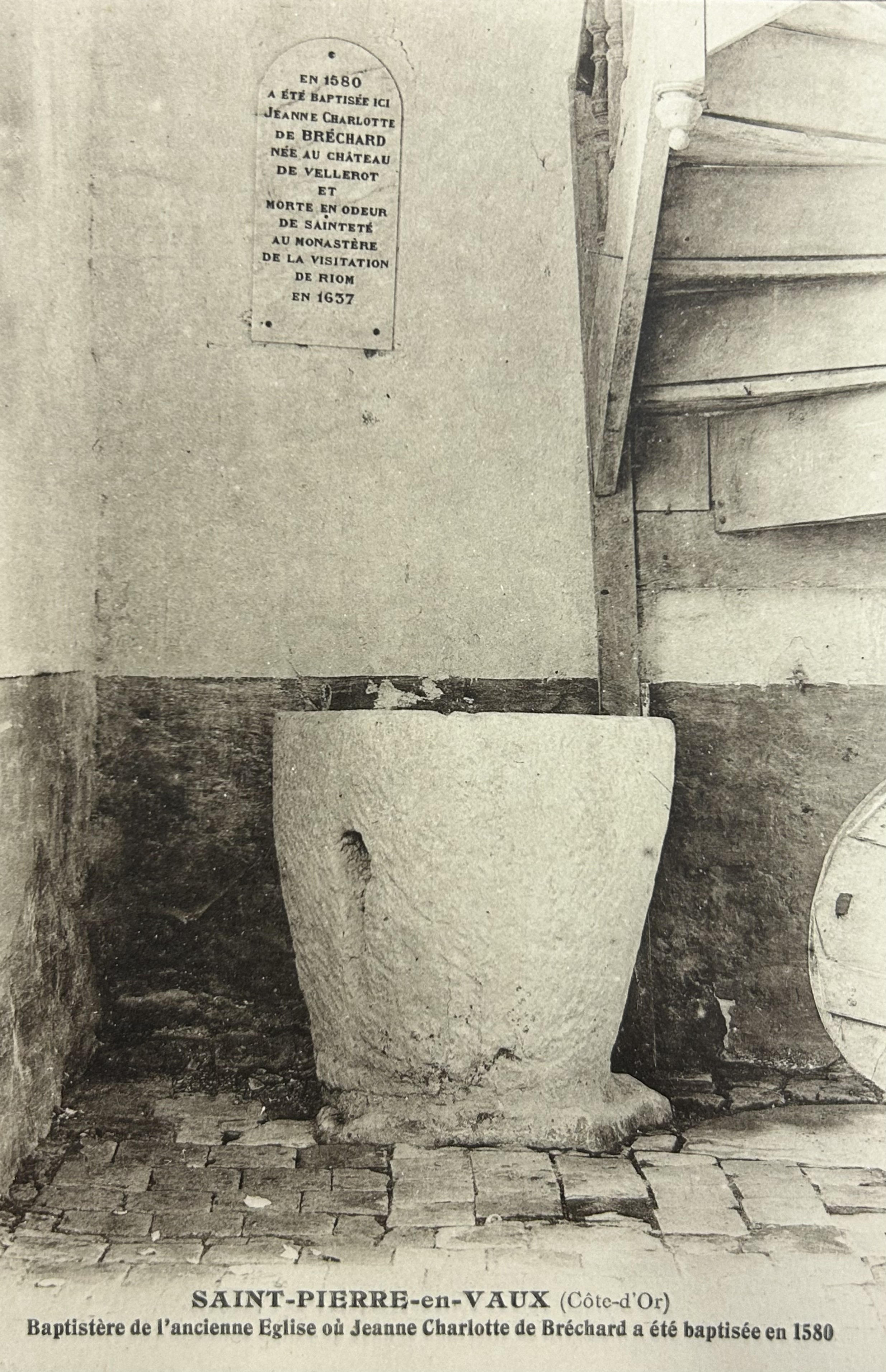
Carte postale, baptistère de l'ancienne église de Saint Pierre en Vaux, où fut baptisée Jeanne-Charlotte de Bréchard. Plaque commémorative installée au début du XXe siècle.

À l'âge de 25 ans, elle assiste à un sermon d'un religieux franciscain dans une ville voisine. Profondément touchée, elle lui confie son désir de vocation. Le religieux, en lien avec les carmélites de Dijon, promet d'intercéder en sa faveur. Parallèlement, sa parente, la baronne de Chantal, veuve partageant son aspiration religieuse, l'invite à séjourner dans son château et obtient l'autorisation de son père pour la prendre sous sa protection. 
Bien que le carmel de Dijon ait accepté sa candidature, la santé fragile de Jeanne-Charlotte ne lui permet pas de supporter les rigueurs de l’ordre. Parvenue à la période du Carême, elle n’omet aucune pénitence et tombe rapidement malade. Dès qu’elle en a la force, elle se relève malgré la fièvre afin d’assister aux offices. La prieure, profondément édifiée par la ferveur de la jeune postulante, lui signifie toutefois qu’elle ne peut l’admettre en raison de son état de santé.  

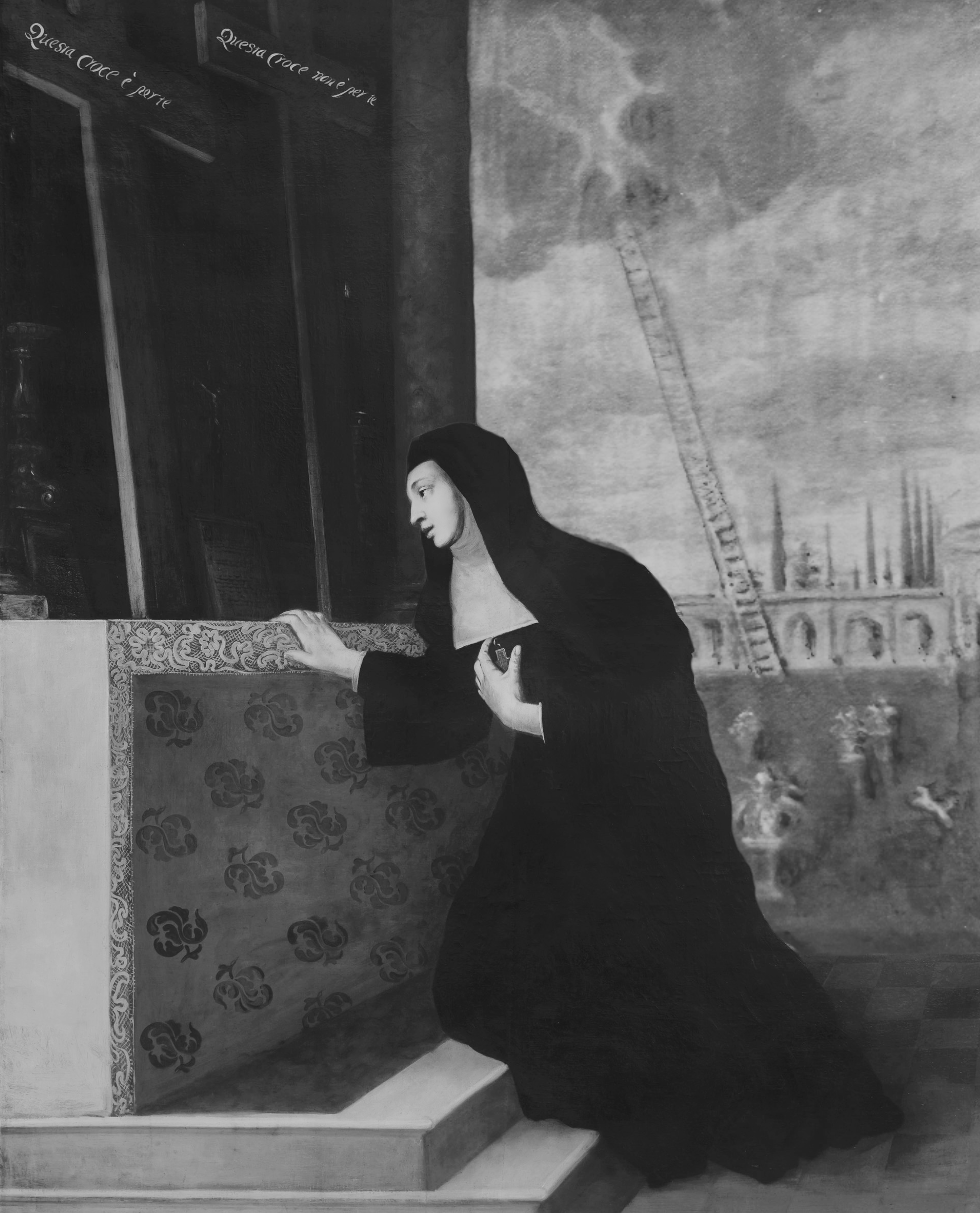
Peinture italienne (XVIIIe) illustrant le songe de Jeanne-Charlotte de Bréchard

De retour auprès de Madame de Chantal, Jeanne-Charlotte fait un songe singulier, qu’elle interprétera plus tard comme une indication de sa vocation. Il lui semble entrer dans une église, où elle voit d'abord une grande croix de pierre blanche. Elle s’élance pour l’embrasser et, s’étant prosternée à ses pieds, elle entend une voix lui dire :« Cette croix n'est pas la tienne, monte plus haut. » Avançant alors vers le maître-autel, elle découvre une seconde croix moins massive en apparence, et néanmoins de même hauteur que la première. Se jetant de nouveau à terre, elle l’embrasse, et une voix lui dit : « Cette croix est ton partage. En portant cette nouvelle croix que mon amour a taillée, tu parviendras aussi haut que si tu en portais une plus pesante.» Ce songe, qu’elle conserve précieusement en mémoire, lui semble être une préfiguration de l’ordre de la Visitation.  
Peu après la rencontre entre Madame de Chantal et François de Sales, Jeanne-Charlotte est à son tour présentée à l’évêque. Celui-ci apprécie profondément son humilité et ce qu’il appelle sa « qualité d’âme ». Il envisage déjà la fondation d’un nouvel institut religieux. Un jour qu’elle l’interroge sur sa vocation, il lui répond : « Ma fille, vous contenterez-vous de courir le même prix que Madame de Chantal ? » — « Mon père, c’est un bonheur que je n’ose espérer ! » — « Or sus, ma fille, demeurez donc en paix, et ne pensez plus qu’à bien aimer Celui qui vous veut toute sienne. »

### La Visitation
Ces mots annonçaient la fondation de l'ordre de la Visitation Sainte-Marie, dont madame de Chantal et Jeanne-Charlotte furent les premières recrues. Arrivées à Annecy en 1610, François de Sales les installe dans la maison dite de la Galerie. La petite communauté est rapidement rejointe par Jacqueline Favre, et toutes trois fondent ensemble l’Institut de la Visitation le 6 juin 1610.  
Souhaitant enseigner l’humilité aux futures religieuses, François de Sales décide de placer Jeanne-Charlotte en troisième position, malgré les objections de Jeanne de Chantal. Il savait que celle-ci accepterait cette décision avec une soumission exemplaire. Ainsi, elle devient non la seconde, mais la troisième sœur de l’ordre.
Elle exerce tour à tour les fonctions d’économe, d’infirmière et de maîtresse des novices. Lors des absences de Jeanne de Chantal et de François de Sales, elle assure la direction de la communauté. La réputation de l’ordre se répand rapidement, rendant nécessaire la création de nouveaux monastères.

### Les fondations

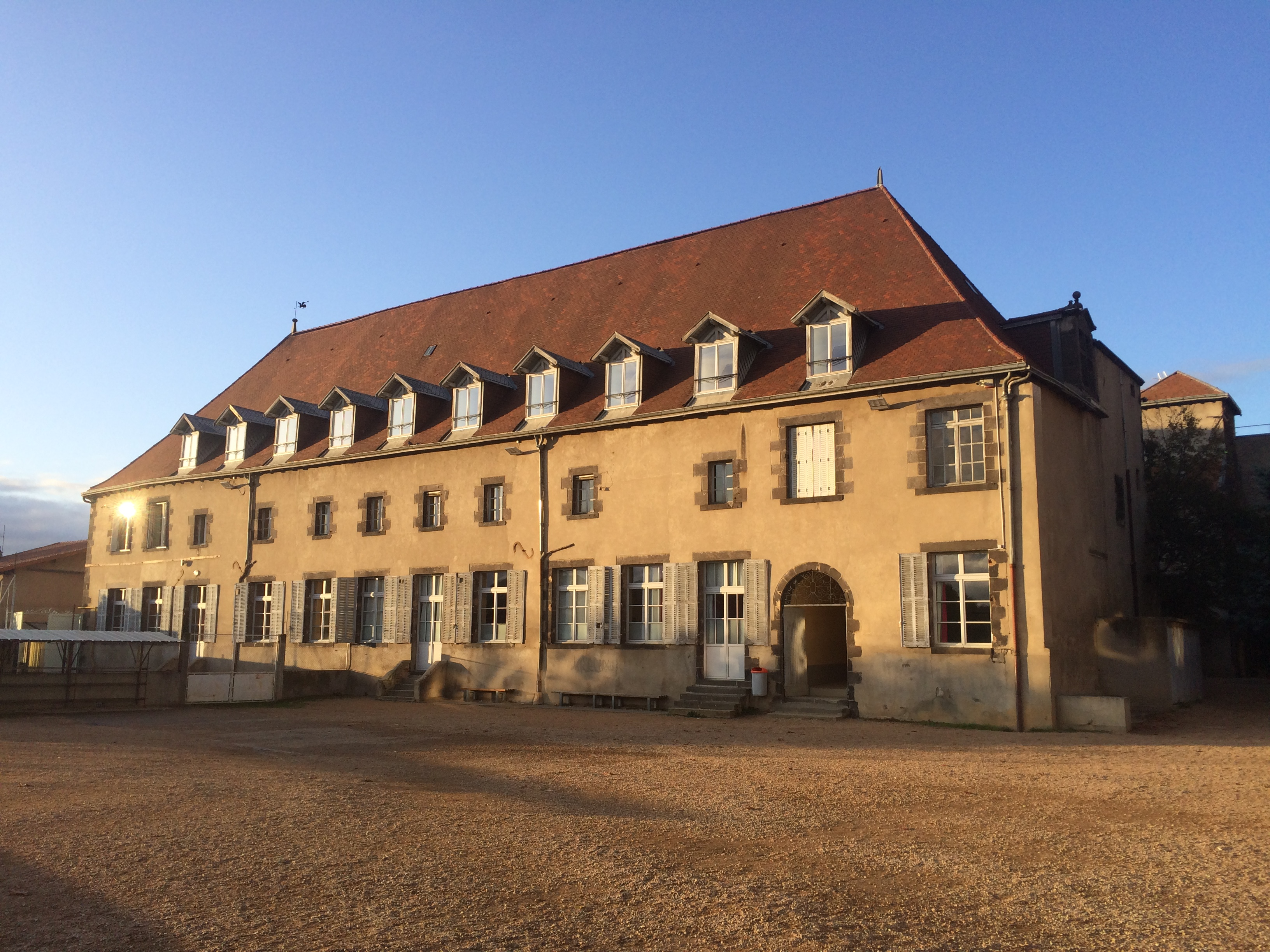
Ancien monastère de la Visitation de Riom (1640), vue de l'aile Sud. (Actuellement établissement des maristes).

La Mère de Bréchard fut appelée à fonder plusieurs monastères :
- la Visitation de Moulins en 1616 ;
- la Visitation de Nevers en 1620 ;
- la Visitation de Riom en 1623.

#### Moulins
L'arrivée à Moulins se fait dans une grande pauvreté. Les sœurs, pensant que la fondation était assurée, n'ont rien emporté. Mais la bienfaitrice n’a, en réalité, acheté qu’une maison vide, sans meubles ni vivres. La mère de Bréchard dirige donc, dans un premier temps, cette communauté dans la plus parfaite pauvreté. L’humilité et la ferveur des religieuses transforment cette simplicité en joie, et l’argent finit par arriver. Un premier monastère est alors construit, ainsi qu’une chapelle, que la mère de Bréchard souhaite aussi belle que possible. (Cette chapelle fut plus tard remplacée par l’actuelle chapelle de la Visitation de Moulins.)

#### Nevers

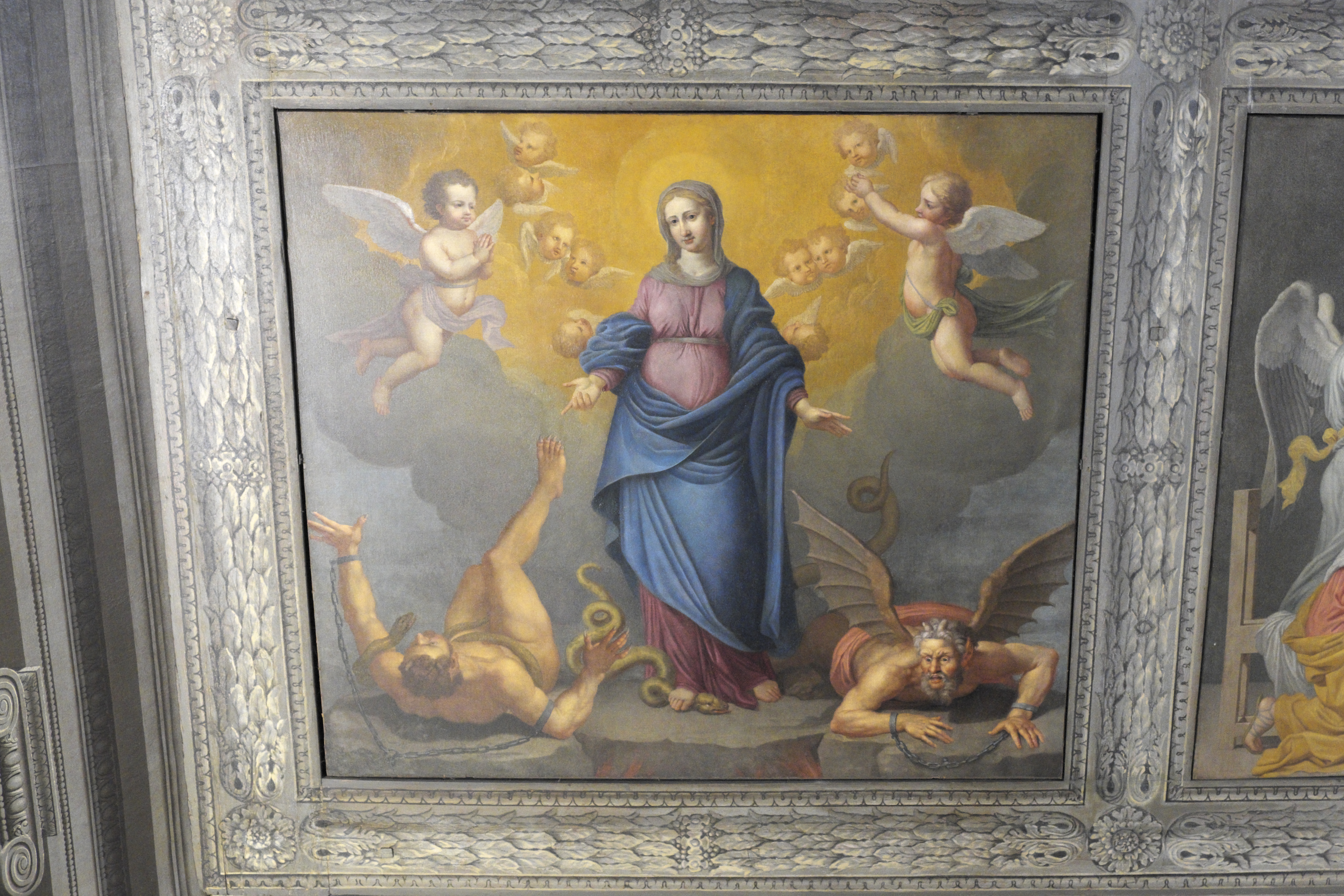
Détail du plafond, ancienne chapelle de la Visitation de Moulins.

Après le succès de la fondation de Moulins, il est question d’un nouvel établissement à Nevers, où les autorités locales souhaitent vivement la venue de la mère de Bréchard. Cependant, à Moulins, nul ne souhaite son départ, et les consuls redoutent les conséquences de son absence pour la jeune communauté. Il est donc interdit à quiconque de transporter les Visitandines. Ne désirant pas retarder l’établissement, la mère de Bréchard renonce à fonder personnellement le monastère. Elle parvient toutefois à faire partir, de nuit, quelques religieuses de confiance, sous la direction d’une sœur venue d’Annecy. Bien qu’elle ne soit pas la première supérieure du couvent de Nevers, elle en est néanmoins reconnue comme la fondatrice.

#### Riom
Moulins étant désormais solidement implantée, l’on ne peut s'opposer au départ de la mère de Bréchard pour Riom, dans le Puy-de-Dôme, où la venue des Visitandines est souhaitée depuis longtemps. Toutefois, les consuls de la ville s’opposent à l’installation des religieuses, estimant que le nombre de monastères présents est déjà suffisant. Les habitants sont divisés : certains craignent une augmentation des taxes, et des heurts éclatent entre les deux camps. Les sœurs subissent de nombreuses insultes et vexations de la part des opposants. Il faut toute la persévérance et l’humilité de la mère de Bréchard pour apaiser les tensions et rassurer la population. La Visitation de Riom est finalement inaugurée le 8 décembre 1623, jour de la fête de l’Immaculée Conception, en présence de Jeanne de Chantal. La communauté attire rapidement de nombreuses postulantes, et Jeanne-Charlotte devient une figure respectée et une conseillère très appréciée par les Riomois.

### La fin de vie
Après avoir exercé deux mandats de supérieure à Riom, Jeanne-Charlotte se retire en raison de problèmes de santé. Malgré ses douleurs, elle prépare la construction d'un monastère neuf dans les faubourgs, et veille toujours sur la communauté. À l'annonce de sa mort imminente, elle exprime sa joie de rejoindre le Seigneur, soulignant combien la miséricorde divine surpasse de loin ses nombreuses fautes. Elle décède entourée de la communauté le 18 novembre 1637.    

## Sainteté

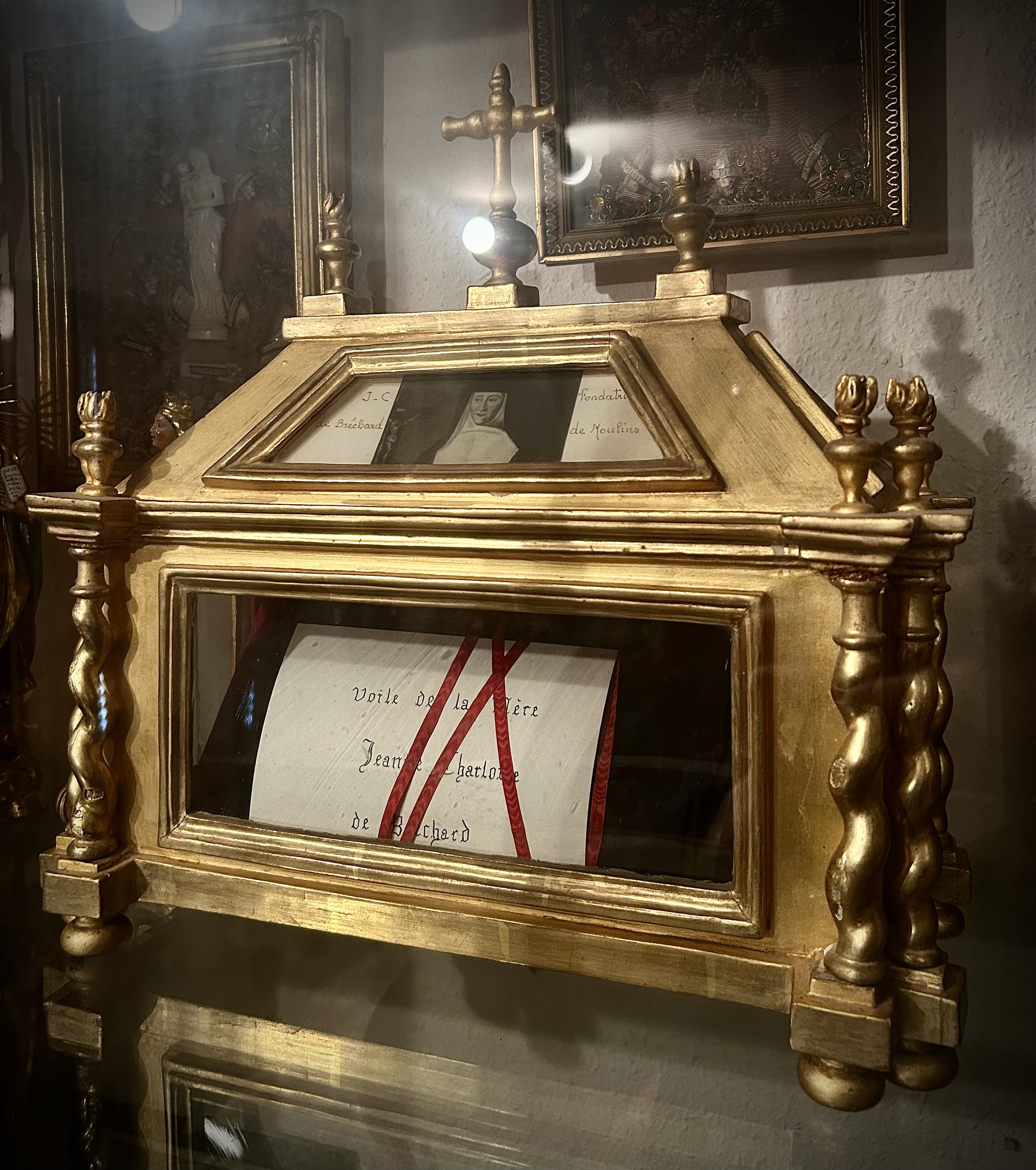
Reliquaire (XIXe) contenant le voile de la Mère Jeanne-Charlotte de Bréchard.

Morte en réputation de sainteté, il est rapidement envisagé d’ouvrir le procès de béatification de Jeanne-Charlotte de Bréchard. Sept ans après son décès, son corps est retrouvé intact (incorruptibilité), exhalant une odeur très suave. Il fait l’objet de plusieurs examens médicaux au fil des décennies, lesquels confirment la persistance de cet état jusqu’à la Révolution française, durant près de 157 ans. Malgré de nombreux prélèvements de reliques, le corps demeure souple et exempt de corruption. Par ailleurs, de nombreux miracles sont attribués à son intercession. 
En 1709, un procès est ouvert à Rome, mais il est suspendu provisoirement au profit de la cause de la fondatrice de l’ordre, sainte Jeanne de Chantal. La Révolution française empêche toute reprise de la procédure. Une tentative de relance au XXe siècle, en 1912, donne lieu à un travail de recherche considérable, auquel participent la quasi-totalité des monastères français de la Visitation. Le dossier, transmis à Rome dans les années 1960, n’a cependant pas encore été examiné par la Congrégation pour la cause des saints, faute de postulateur attitré. 

## Aujourd'hui
Après le départ des Visitandines de Riom en 1972, la mémoire de Jeanne-Charlotte s'estompe. En août 2019, des passionnés fondent l'association des Amis de la Mère de Bréchard pour promouvoir son histoire. Son intercession est encore sollicitée dans les lieux où elle a vécu et dans les monastères de la Visitation, bien que l'Église n'ait pas encore statué officiellement sur sa cause. 

## Aspect Littéraire
Jeanne-Charlotte de Bréchard fut également autrice et poétesse. Elle laisse une œuvre manuscrite de valeur, révélant une plume inspirée et une grande sensibilité spirituelle. À la demande de sainte Jeanne de Chantal, elle rédige plusieurs relations sur la fondations de l'ordre et celles des monastères de Moulins, Nevers et Riom. Son style simple s’accorde avec la spiritualité salésienne et témoigne d’une expérience intérieure profonde. Elle composa aussi des maximes spirituelles et de nombreux poèmes conservés par ses contemporaines. Son écriture, bien que moins connue que celle de la Mère de Chaugy, participe pleinement à la construction de la mémoire et de l'identité de l’ordre de la Visitation Sainte-Marie. 
Henri Bremond écrivait en 1916 : "On ne dira jamais assez de ce que nous devons à ces quelques femmes, Jeanne de Chantal, Charlotte de Bréchard, Marie Péronne de Châtel et les autres. La plus pure lumière du mysticisme français s'est allumée à leur lumière (...) le Traité de l'Amour de Dieu est leur histoire." Il soulignait par là l'importance décisive de ces femmes sur l'oeuvre de Saint François de Sales.
Son oeuvre poétique a fait l'objet d'un travail de thèse soutenu à l'Université de Limoges en 1996 par Marie Agnès Laplace, sous la dirrection d'Hélène Bordes. 